# Efecto Oberth
El efecto Oberth o sobrevuelo propulsado (powered flyby) es una característica de la astronáutica donde se usa un motor de cohete cerca de un cuerpo gravitatorio que, para una misma órbita inicial, puede dar un cambio de velocidad final mucho más grande que si este es encendido lejos del cuerpo. Recibe su nombre de Hermann Oberth, el físico alemán nacido en Rumanía y uno de los fundadores de la cohetería moderna que lo describió por primera vez en 1927.
En astronáutica, una maniobra de Oberth es una maniobra en la que una nave espacial cae en un pozo gravitacional, y luego acelera cuando su caída alcanza la velocidad máxima La maniobra resultante es una forma más eficiente de ganar energía cinética que aplicar el mismo impulso fuera de un pozo gravitacional. El aumento de la eficiencia se explica por el efecto Oberth, en el que el uso de un motor a velocidades más altas genera más energía mecánica que el uso a velocidades más bajas. En términos prácticos, esto significa que el método más eficiente en términos de energía para que una nave espacial queme su motor es la periapsis orbital más baja posible, cuando su velocidad orbital (y por lo tanto, su energía cinética) es mayor. En algunos casos, incluso vale la pena gastar combustible en ralentizar la nave espacial hasta convertirla en un pozo gravitatorio para aprovechar la eficiencia del efecto Oberth.
El efecto Oberth es más fuerte en un punto de la órbita conocido como periapsis, donde el potencial gravitacional es menor y la velocidad mayor. Esto se debe a que disparar un motor de cohete a alta velocidad causa un cambio mayor en la energía cinética que cuando se dispara a baja velocidad. Debido a que el vehículo permanece cerca de la periapsis solo por un corto tiempo, para que la maniobra de Oberth sea más efectiva, el vehículo debe ser capaz de generar el mayor impulso posible en el menor tiempo posible. Por lo tanto, la maniobra Oberth es mucho más útil para los motores de cohetes de alto empuje, como los cohetes de propulsión líquida, y menos útil para los motores de reacción de bajo empuje, como los de iones, que tardan mucho tiempo en ganar velocidad. El efecto Oberth también puede utilizarse para comprender el comportamiento de los cohetes multietapa: la etapa superior puede generar mucha más energía cinética utilizable que la energía química total de los propulsores que transporta.
El efecto Oberth se produce porque el propulsor tiene más energía utilizable debido a su energía cinética además de su energía potencial química. El vehículo es capaz de utilizar esta energía cinética para generar más potencia mecánica.

## Descripción
Los motores cohete producen la misma fuerza independientemente de su velocidad. Un cohete funcionando contra un objeto fijo, como durante una prueba estática, no es útil en absoluto; la energía del cohete se va completamente en acelerar su propelente a velocidad hipersónica. Pero cuando el cohete se mueve, la fuerza aplicada a la carga del cohete durante un intervalo de tiempo actúa durante la distancia que el cohete y la carga recorren durante ese tiempo. La cantidad de fuerza que actúa durante cierta distancia es la definición de energía mecánica o trabajo, por lo que cuanto más distancia recorra el cohete durante cierto tiempo (es decir, cuanto más rápido vaya), mayor será la energía cinética impartida a la carga por el cohete.
En particular, cuando un vehículo se dirige al periapsis de su órbita la velocidad relativa con respecto del cuerpo central se incrementa. Al encender el motor en sentido progrado en el periapsis se aumenta la velocidad en la misma cantidad que en cualquier otro intervalo de tiempo igual, determinado por el delta V. Sin embargo, dado que la energía cinética del vehículo está relacionada con el cuadrado de su velocidad, este incremento en velocidad tiene un efecto desproporcionado sobre la energía cinética del vehículo, dejándolo con más energía que si el encendido se hubiese realizado en cualquier otro momento.
Podría parecer que la energía del cohete no sale de ningún sitio, lo que violaría la conservación de la energía, pero cualquier ganancia de energía por parte del cohete se equilibra con una disminución equivalente en la energía del escape que queda atrás: cuando se expulsa en un punto más bajo de un campo gravitatorio, el escape se queda con menos energía total.

## Ejemplo
Si la nave viaja a una velocidad {\displaystyle v} al principio de un encendido que cambia la velocidad en {\displaystyle \Delta v}, el cambio en la energía específica orbital es:
{\displaystyle \Delta E=E_{f}-E_{i}={\frac {1}{2}}(v+\Delta v)^{2}-{\frac {1}{2}}(v)^{2}=v\Delta v+{\frac {(\Delta v)^{2}}{2}}}
Una vez la nave está de nuevo lejos del planeta la energía específica orbital está formada completamente por energía cinética, dado que la energía potencial gravitatoria tiende a cero. Por tanto, cuanto mayor sea {\displaystyle v} en el momento del encendido, mayor será la energía cinética al final y por tanto mayor será la velocidad final.
El efecto se hace más pronunciado cuanto más cerca se esté del cuerpo central o, más generalmente, cuando más profundo se esté en el campo gravitatorio en el momento de hacer el encendido, dado que allí la velocidad será mayor.
Por ejemplo, una órbita de transferencia de Hohmann desde la Tierra a Júpiter llevaría a una nave a un sobrevuelo hiperbólico de Júpiter con una velocidad en el periapsis de 60 km/s y una velocidad final (residuo asintótico de la velocidad) de 5,6 km/s, un valor 10,7 veces inferior. Eso significa que un encendido que añada un julio de energía cinética cuando el cohete está lejos de Júpiter, añadirá 10,7 julios en el periapsis. Cada m/s ganado en el periapsis añadirá {\displaystyle {\sqrt {10,7}}=3,27} m/s a la velocidad final de la nave. Por tanto, el intenso campo gravitatorio de Júpiter habrá triplicado la efectividad del propelente del cohete.

## Comprobación detallada
Si se lleva a cabo en la periapsis un encendido impulsivo de {\displaystyle \Delta V\;} en una órbita parabólica donde la velocidad de escape es {\displaystyle V_{esc}\;}, entonces la energía cinética específica después del encendido es:
{\displaystyle {\tfrac {1}{2}}(\Delta V+V_{esc})^{2}}
{\displaystyle ={\tfrac {1}{2}}\Delta V^{2}+\Delta V\cdot V_{esc}+{\tfrac {1}{2}}V_{esc}^{2}}
Cuando el vehículo deje el campo gravitatorio, la pérdida de energía cinética específica es:
{\displaystyle {\tfrac {1}{2}}V_{esc}^{2}}
Así que se conserva la energía:
{\displaystyle {\tfrac {1}{2}}\Delta V^{2}+\Delta V\cdot V_{esc}}
la cual es mayor que la energía de un encendido fuera del campo gravitacional por {\displaystyle \Delta V\cdot V_{esc}}
el impulso es así multiplicado por un factor de:
{\displaystyle {\sqrt {1+{\frac {2V_{esc}}{\Delta V}}}}}
Un efecto similar ocurre en órbitas cerradas.